# Белапатфалва
Белапатфалва (мађ. Bélapátfalva) град је у северној Мађарској. Белапатфалва је град у оквиру жупаније Хевеш.
Град је имала 3.456 становника према подацима из 2001. године.

## Положај града
Град Белапатфалва се налази у северном делу Мађарске. Од престонице Будимпеште град је удаљен 160 километара североисточно.
Белапатфалва се налази у области мађарског дела планина Татри, подно планине Бук. Надморска висина града је приближно 320 m, што је веома високо за услове Мађарске.

## Становништво
| 2017. |
| ----- |
| 2.950 |

## Галерија
- Планине око града
- Цистерцински манастир у близини града